# Giorgio Marengo
Kardinál Giorgio Marengo I.M.C. (* 7. června 1974, Cuneo) je původem italský katolický kněz, biskup, od roku 2020 apoštolský prefekt v mongolském Ulánbátaru.

## Život
Po studiích v Miláně a v Římě složil slavné sliby a byl vysvěcen na kněze. Dále studoval na římské Urbanianě, kde získal v roce 2002 licenciát a roku 2016 doktorát z misiologie. Působí v Mongolsku, kde byl prvním členem svého institutu, stal se i tamním řeholním představeným. 

### Biskupské svěcení
V roce 2020 byl jmenován apoštolským prefektem v Ulánbátaru a přijal biskupské svěcení jako tehdy nejmladší biskup italského původu.

### Kardinálská kreace
V neděli 29. května 2022 papež František ohlásil a v konzistoři dne 27. srpna 2022 jmenuval  Monsignora Marengu jako jednoho z 21 nových kardinálů. V ten den se stal nejmladším členem kardinálského sboru a byl jím až do 7. prosince 2024, kdy byl jmenován kardinálem Mykola Byčok (* 13. února 1980). Kardinál Marengo obdržel titul ve třídě (ordo) kardinál-kněz.